# پارانتن کرنی
پارانتن کرنی (به لاتین: Paranthen Kerni) یک منطقهٔ مسکونی در سری‌لانکا است که در استان شمالی (سری‌لانکا) واقع شده‌است.